# Padobran
Padobran je kupolasta naprava od svile ili umjetnih materijala, koja služi za usporavanje kretanja nekog tijela kroz atmosferu. Oblikovan je kako bi razvijao što veći zračni otpor, dovoljan na primjer da smanji brzinu padanja čovjeka ili tereta iz zrakoplova na samo nekoliko metara u sekundi i tako ih sigurno spusti na tlo; za težinu čovjeka potrebna je površina padobrana oko 60 m2. Prvi su se padobrani izrađivali od svile, a današnji su isključivo od sintetske tkanine. Padobranci imaju padobran smješten u posebnim naprtnjačama. On se sastoji od kupole, sustava za otvaranje, užadi i vezova kojima je padobranac sigurno vezan za padobran. Kupola može biti kružna, pravokutna ili blago eliptična oblika, a kadšto ima otvor u sredini, koji pridonosi stabiliziranju i smanjenju opterećenja padobrana. Pritezanjem užadi moguće je ograničeno upravljati padobranom. Izvedba padobrana od dvaju međusobno povezanih slojeva tkanine između kojih struji zrak, a napuhnuti poprimaju oblik aeroprofila, omogućuje znatno bolju upravljivost. Padobranci koji sami aktiviraju padobran, tijekom skoka potežu ručicu za otvaranje padobrana, opruga izbacuje takozvani pilot-padobran, iz spremnika se izvlači glavni padobran i potpuno otvara u struji zraka. Ako se glavni padobran ne otvori, obično postoji i pričuvni padobran, koji je manje površine i otvara se znatno brže od glavnoga. Padobrani koji nose teret, vojni padobrani i slično otvaraju se automatski, s pomoću užeta koje je jednim krajem pričvršćeno za zrakoplov ili visinomjera koji omogućuje otvaranje na zadanoj visini.
Posebna je vrsta padobransko jedrenje (parajedriličarstvo, engl. paragliding), gdje se posebno aerodinamički konstruiran padobran (parajedrilica) koristi slično zmaju ili zračnoj jedrilici, kadšto i uz upotrebu pomoćnoga motora. Različitim službama padobran služi na nepristupačnu terenu za opskrbu namirnicama, spuštanje vatrogasaca ili spasilaca. Sastavni je dio izbacivih sjedišta zrakoplova, gdje mora osigurati sigurno spuštanje pilota koji biva izbačen pri velikim brzinama, malim visinama i nepovoljnom položaju zrakoplova. Padobran se koristi i za meko spuštanje na Zemlju svemirskih letjelica, kapsula ili ponovno upotrebljivih pogonskih motora, te za spuštanje međuplanetarnih letjelica na svemirska tijela s dovoljno gustom atmosferom. Rabi se kao aerodinamička kočnica za smanjivanje duljine slijetanja raketoplana i vojnih zrakoplova, te za zaustavljanje vrlo brzih trkaćih automobila. Neke su bombe opremljene padobranom kako bi se mogle ispustiti iz zrakoplova pri letu na maloj visini te omogućile zrakoplovu da se dovoljno udalji od mjesta eksplozije.

## Povijest
Prve zamisli o upotrebi padobrana vežu se uz renesansne mislioce i izumitelje Leonarda da Vincija i Fausta Vrančića. Vrančić je padobran opisao u knjizi Novi strojevi (1595.) te ga prvi vjerojatno i isprobao 1617. u Veneciji; padobranca je nazvao homo volans ili leteći čovjek. Vrančićeva konstrukcija padobrana znatno je drugačija od današnjih, jer se sastojala od drvenog okvira na koji je bilo navučeno platno - čvrsti kostur od četiri okrugle prečke, vezane u četverokut, čija je stranica iznosila 5 m, pojačan s četiri usporedne letvice. Platneni materijal bio je pričvršćen za prečke, s čijih se kutova spuštala četiri konopca za koje se vezao skakač.
Prvi meki padobran izradio je francuski izumitelj Jean-Pierre Blanchard (1753. – 1809.), a prvi je put padobran bio upotrijebljen početkom 19. stoljeća pri skoku iz balona. U Prvom svjetskom ratu uglavnom se rabio za spašavanje posade iz zrakoplova, u Drugom svjetskom ratu i za opskrbu postrojba iz zrakoplova, a prvi put su ga rabile i posebno uvježbane padobranske postrojbe, koje su se do danas razvile u jedan od najelitnijih dijelova vojske. Danas je vrlo raširena i uporaba padobrana u druge svrhe. Rabi ga se u sportu, gdje padobranci skaču što bliže zadanomu cilju ili u skupini izvode figure u zraku. Sve je popularniji i ekstremni sport u kojem se skače s nepokretnih objekata (visoke zgrade, tornjevi, mostovi, stijene), što je zbog malih visina s kojih se skače najopasniji oblik padobranstva.
Prvi Hrvat koji je skočio padobranom bio je zagrebački odvjetnik Teodor Pavlović u Francuskoj 24. svibnja 1926. Antun Šimunović iz Bjelovara, prvi je u Hrvatskoj skočio padobranom u Zagrebu iste godine.

## Vanjske popveznice
- Padobran Hrvatska tehnička enciklopedija, portal hrvatske tehničke baštine. LZMK